# 神埼市立西郷小学校
神埼市立西郷小学校（かんざきしりつ さいごうしょうがっこう）は、佐賀県神埼市神埼町横武にある市立の小学校。

## 概要
歴史
1908年（明治41年）に西郷村内の尋常小学校2校（第一・第二）を統合し開校した。数回の改組・改称を経て、現校名になったのは2006年（平成18年）。2023年（令和5年）に創立115周年を迎えた。
校章
校名の頭文字「西」を図案化したデザインとなっている。
校歌
1964年（昭和39年）に制定。作詞は大倉邦彦、作曲は陶山聡による。歌詞は2番まであり、歌詞中に校名は登場しない。
校区
神埼市神崎町のうち「横武、姉川、尾崎、竹、本告牟田、神埼小学校区との自由校区（横武1番地・本告牟田2384～2829番地・2830～2952番地・2957～2960番地・2964～3072番地・3097～3126番地内）」。中学校区は神埼市立神埼中学校。

## 沿革
統合前
- 1875年（明治8年）6月 - 北部に「竹村小学校」が創立。「尾崎分校」を設置。
- 1876年（明治9年）9月 - 南部に「本告牟田小学校」が創立。同時に「横武分校」と「姉川分校」を設置。
- 1887年（明治20年）
  - 10月 - 小学校令施行により、尋常科（4年制）を設置の上、「尋常本告牟田小学校」・「尋常横武小学校」・「尋常姉川小学校」に改称。
  - 11月 - 竹村小学校を統合の上、竹村分校とする。同時に尾崎分校が移管される。高等科の生徒は五ヶ村組合立 神埼高等小学校[2]に通学することとなる。
- 1889年（明治22年）4月1日 - 町村制施行により、神埼郡横武村、姉川村、竹村、尾崎村、本告牟田村の一部[3]が合併して村制施行し、西郷村が発足。
- 1892年（明治25年）4月 - 「横武尋常小学校」（竹村分校・尾崎分校）・「本告牟田尋常小学校」・「姉川尋常小学校」に改称。
- 1893年（明治26年）1月 - 西郷村内の小学校が2校に統合される。
  - 【南部】横武・本告牟田・姉川の尋常小学校3校が統合の上、「千速尋常小学校」となる。
  - 【北部】横武尋常小学校から竹村・尾崎の分校2校が分離の上、「横大路尋常小学校」として独立。
- 1902年（明治35年）- 尋常小学校2校の名称を変更。
  - 千速尋常小学校を「西郷第一尋常小学校」に改称。
  - 横大路尋常小学校を「西郷第二尋常小学校」に改称。

統合後
- 1908年（明治41年）
  - 4月 - 上記2校を統合の上、高等科を併置し、「西郷尋常高等小学校」に改称。校地を西郷村大字横武に定めるが、統合校舎が完成するまでの間、旧2校の校舎の使用を継続することとなる。
  - 6月 - 木造新校舎が1棟完成する。
  - この年 - 改正小学校令により、尋常科が4年制から6年制に、高等科が4年制から2～3年制に変更となった。神埼町外四ヶ町村組合立高等小学校が廃止される。
- 1909年（明治42年）4月 - 旧西郷第一尋常小学校の校舎を移転改築し、旧西郷第二尋常小学校の児童を収容。
- 1910年（明治43年）4月 - 統合校舎が完成。
- 1912年（大正元年）12月 - 運動場を拡張。
- 1925年（大正14年）10月 - 講堂が完成。
- 1938年（昭和13年）10月 - 校舎を改築。
- 1941年（昭和16年）4月1日 - 国民学校令の施行により、「西郷村国民学校」に改称。尋常科を初等科に改める。
- 1947年（昭和22年）4月1日 - 学制改革が行われる。
  - 国民学校初等科が新制小学校「西郷村立西郷小学校」に改組・改称。
  - 国民学校高等科が青年学校普通科とともに、新制中学校「西郷村立西郷中学校[4]」に改組。小学校に併設。
- 1955年（昭和30年）3月31日 - 西郷村が神埼町に編入されたため、「神埼町立西郷小学校」に改称。
- 1958年（昭和33年）4月1日 - 併設の西郷中学校が神埼中学校への統合により閉校。ただし、中学校統合校舎が完成するまでの間、小学校校舎の使用は継続されることとなった。
- 1960年（昭和35年）4月 - 神埼中学校統合校舎の完成により、旧西郷中学校の校地・校舎が全て西郷小学校へ移管される。
- 1961年（昭和36年）4月 - 校地西側の6教室と実習地に西郷保育園が開設される。
- 1964年（昭和39年）
  - 3月 - 校旗を制定。
  - 5月 - 校歌を制定。
- 1968年（昭和43年）8月 - プールが完成。
- 1984年（昭和59年）2月 - 校舎の改築を完了。
- 1985年（昭和60年）
  - 3月 - 講堂を改築。
  - 9月 - 体育舎を新設。
- 1989年（平成元年）10月 - 相撲土俵が完成。
- 2000年（平成12年）6月 - 学童保育所（若菜クラブ）が開設される。
- 2006年（平成28年）3月20日 -  町村合併により、「神埼市立西郷小学校」（現校名）に改称。
- 2010年（平成20年）
  - 10月 - 二宮金次郎像が設置される。
  - 11月 - 創立100周年記念式典を挙行。
- 2015年（平成27年）4月 - 特別支援学級（ひだまり学級）を開設。

## 交通
最寄りの鉄道駅
- JR九州 長崎本線「神埼駅」と「伊賀屋駅」のほぼ中間地点に位置する。

最寄りの幹線道路
- 佐賀県道48号佐賀外環状線

## 周辺
- 神埼市立西郷保育園
- 中地江川